# Linea cotidale
Per linea cotidale si intende comunemente il luogo di punti di una cartina in cui l'alta marea si verifica con lo stesso ritardo rispetto al passaggio della luna su un meridiano prefissato, solitamente quello di Greenwich.
Ogni linea cotidale viene contraddistinta da un numero che indica l'"ora di porto", ovvero il ritardo con cui l'alta marea si verifica in un dato luogo. Questo ritardo può variare da luogo a luogo, anche se questi due risultano essere piuttosto vicini.